# Convento de Santa Engracia (Navarra)

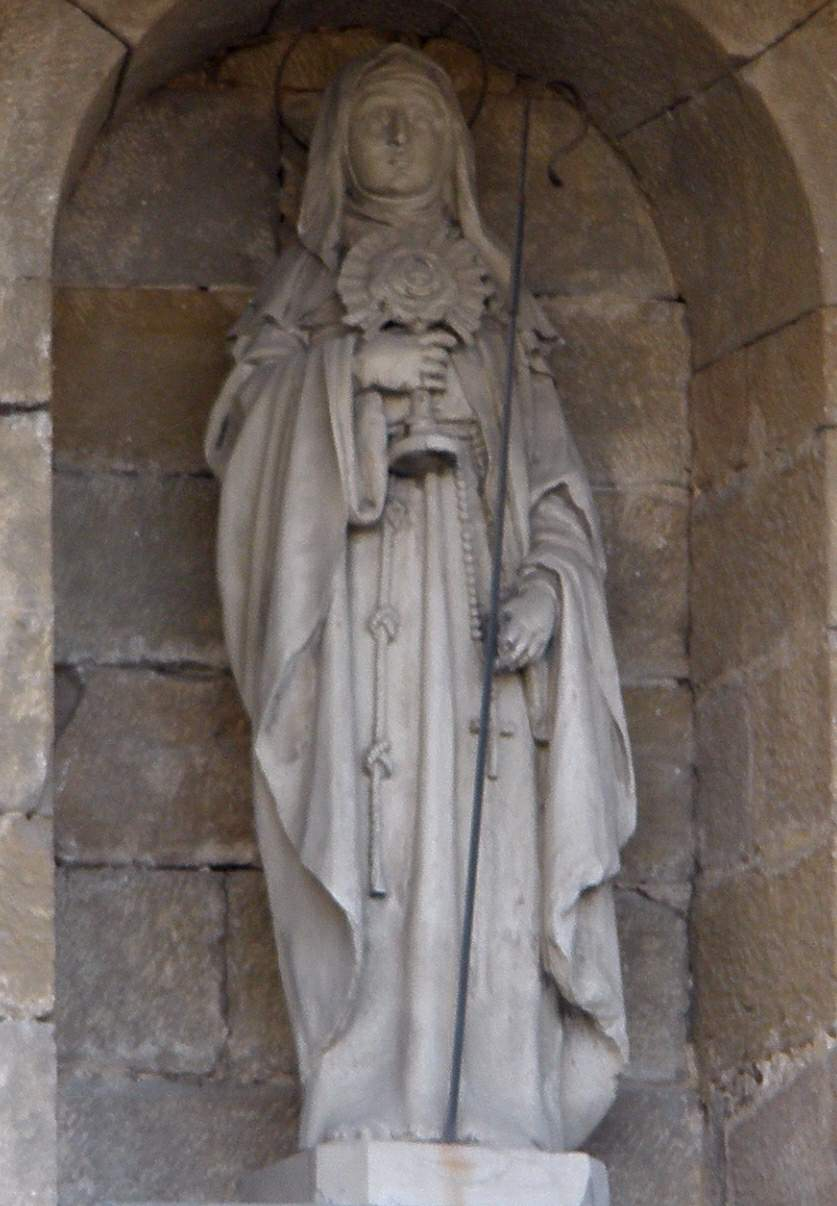
Imagen del Convento de Santa Engracia de Olite represantando a Santa Clara de Asís.

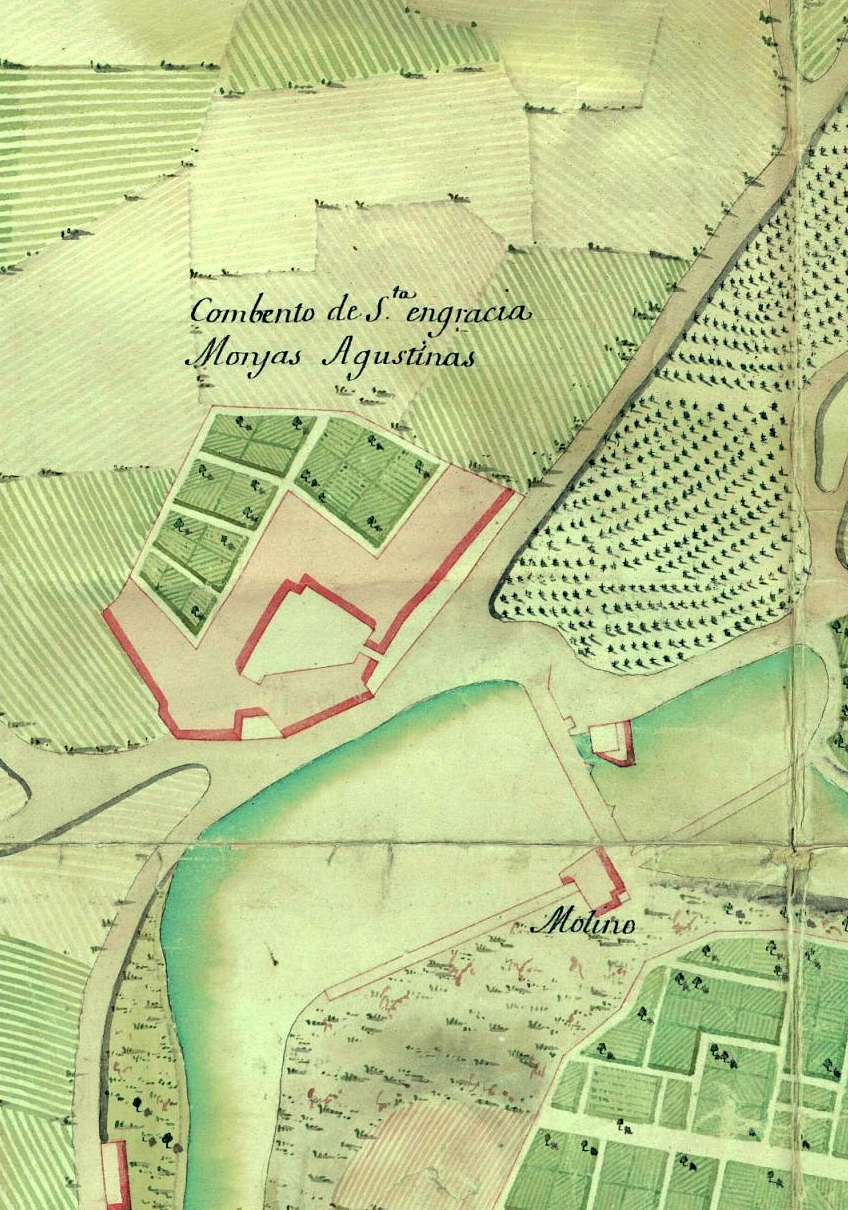
Santa Engracia en un plano de Pamplona (1757)

Con el convento de Santa Engracia en Navarra hace referencia a una congregación de religiosas clarisas establecidas inicialmente en Pamplona, entre 1228 y 1794, y trasladadas desde 1804, y hasta la actualidad, a Olite. Fue la primera fundación de esta orden fuera de Italia en vida de Santa Clara de Asís. Aunque el edificio conventual pamplonés fue derribado a finales del siglo XVIII permanece su advocación, Santa Engracia, en la toponimia de la ciudad como nombre de una calle e incluso de un barrio (dentro, a su vez, del barrio de la Rochapea), al mismo tiempo que llevan el mismo nombre tanto al puente como al azud o presa levantados en el mismo lugar donde se estableció el monasterio en el siglo XIII. También se llamaba así, por la misma razón, una de las puertas que cerraban la ciudad de Pamplona; tras varias reformas de esta zona de la muralla, actualmente se la conoce como Portal Nuevo. Hasta fechas recientes aún subsistió también hubo un molino inicialmente conocido como Mazón (o Maçon) que ha servido con fines varios (batanero, harinero, hidráulico, etc).

## Historia

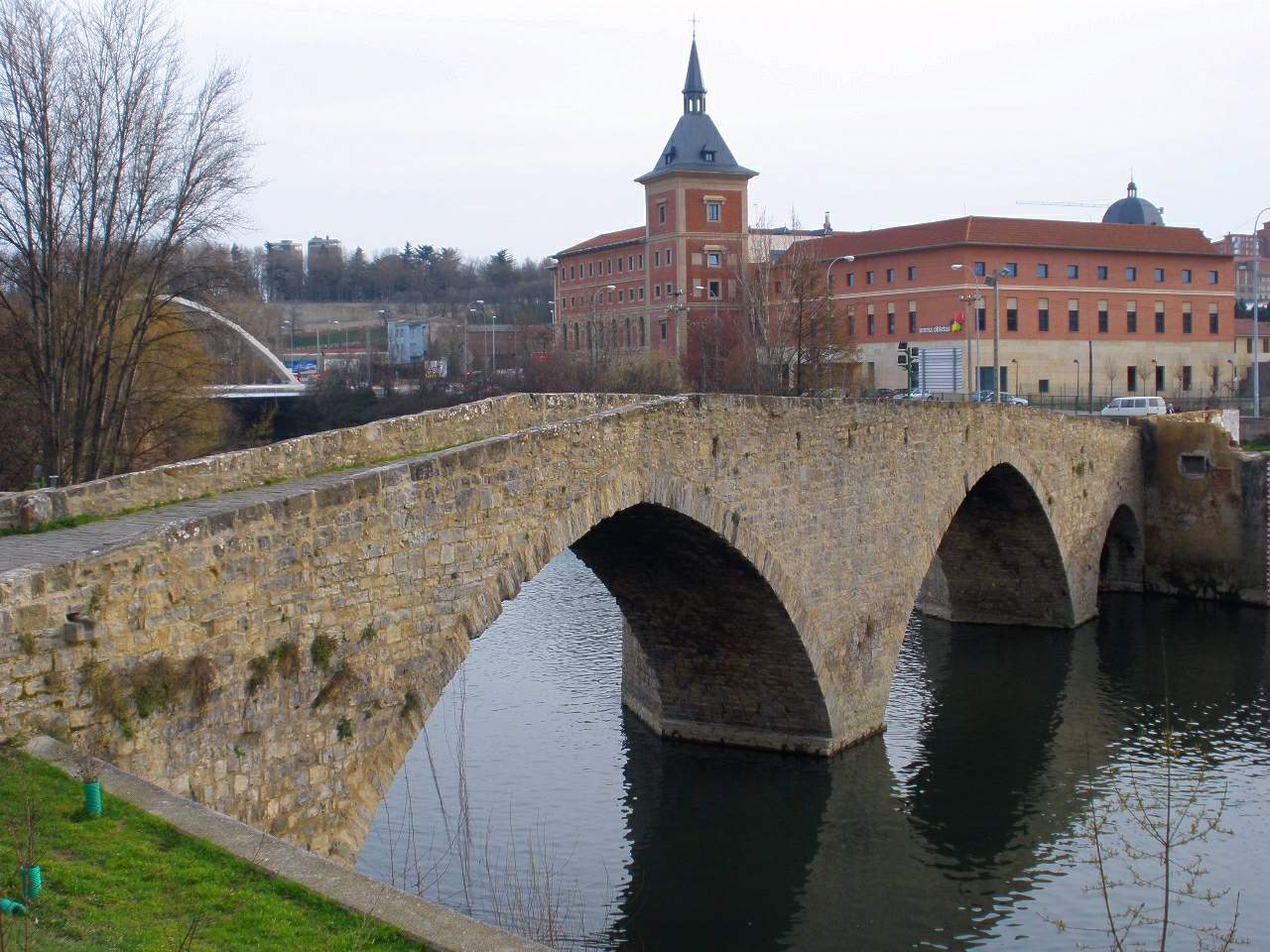
Puente de Santa Engracia, construido antes del siglo XII, en el paraje cercano al monasterio y cuyo topónimo subsiste aún hoy día en Pamplona.

En relación con su origen se plantea si fue como consecuencia del paso de San Francisco de Asís por Pamplona en su peregrinación hacia Santiago de Compostela, como consecuencia del establecimiento de frailes franciscanos asentados en Navarra o con motivo de que algunas pamplonesas acudieran a Asís a conocer el ejemplo y modo de vida propuesto por Clara. Antes de 1228 había seguidoras de Clara en Pamplona y la bula fundacional otorgada por el papa Gregorio IX del convento de Pamplona lleva fecha del 12 de abril de 1228.
A esta fundación siguieron en estas tierras poco después las de Tudela (1257), Estella (1262) y, bastante más tarde, Monteagudo (1503). Se realiza una nueva fundación en Arizcun (1737) siendo las últimas fundaciones las de Lecumberri (1895) y Fitero (1935).

### Fundación
Con la denominación de Santa María de las Vírgenes de Pamplona (en latín, Monasterii Sanctae Mariae de Virginibus Pampilonem) tenía dentro de la cronología de la orden el 31 de marzo de 1228 como fecha de su fundación mediante la bula de aprobación promulgada por el papa Gregorio IX. Con este documento se sobrentiende que «varios años antes había ya en la ciudad un grupo de devotas mujeres» viviendo «un género de vida de piedad», en retiro y oración, diferente a la practicada por otras señora de la época. En la bula, por ello, se indica que la licencia se otorga a una comunidad ya establecida que asume el modelo de vida de las clarisas, dando permiso a «María y a sus hermanas para hacer un monasterio de la advocación de Santa Engracia, encima del molino de Mazón, en el camino público de Zandua, en el término de Pamplona» y las exime de la jurisdicción del obispado y cabildo de Pamplona. Elías David, fundador del monasterio, dejó la renta de una capellanía para que las monjas recibieran la atención religiosa de algún clérigo de su orden. Esta fundación ejercería como modelo de referencia para otras fundaciones posteriores cercanas geográficamente.

### Protección de reyes y papas
Desde el primer momento son protegidas por papas y reyes navarros, desde la época de Teobaldo I. En los actuales archivos preservados de la comunidad se conservan gran número de bulas papales y provisiones reales que denotan la especial atención recibida por uno y otros.
El rey Teobaldo II de Navarra, una de cuyas hijas naturales fue acogida allí como monja y bajo cuyo gobierno se asentó el monasterio bajo la nueva regla franciscana, mantuvo su atención sobre esta fundación dejando «en su testamento una manda para que todos los años se celebrara el aniversario de su muerte en Santa Engracia.»

### El largo traslado hasta Olite
El edificio fundacional levantado extramuros de Pamplona, tuvo que ser demolido en 1795 por necesidades estratégicas militares. En esos años se libraba la Guerra contra la Convención y la plaza fuerte de Pamplona, tan cercana a la frontera con Francia, era un objetivo cercano para las tropas francesas que cruzaron los Pirineos y se adentraron por territorio peninsular. La congregación, formada por 29 religiosas, había abandonado el convento el 17 de octubre de 1794 y comenzó un periodo de continuos traslados y mudanzas buscando un nuevo lugar donde establecerse. Primero estuvieron en una casa de religiosas de Santo Domingo en Pamplona de forma provisional. Llegaron al convento de las clarisas de Tudela el 27 de octubre, permaneciendo allí hasta el 17 de mayo de 1795. Es estas fechas cuando el conde de Colomera dictó la orden de demolición junto a nueve casas propias que alojaban al vicario, capellanes y otros integrantes necesarios para la atención de las religiosas.
La comunidad franciscana mantuvo la expectativa de volver a Pamplona y se trasladaron provisionalmente a Villava donde permencieron durante más de ocho años esperando un establecimiento permanente.
El actual edificio olitense había sido anteriormente casa-hospital de la orden de San Antón Abad, fundado en el siglo XIII, que mantuvo a una comunidad de antonianos hasta el siglo XVIII, cuando el papá Pío VI disolvió la orden. Preparado y adecuado para atender las necesidades de la nueva comunidad, en 1804 se establecieron en él la errante comunidad de las clarisas que diez años antes se había empujada a abandonar su monasterio original.

## Descripción
El edificio primitivo, datado en el siglo XIII, contenía en su interior varios contrafuertes que configuraron las diversas capillas existentes. 
El edificio actual mantiene claras fábricas y evidencias de su construcción inicial de estilo gótico, pero en 1718 fue objeto de una profunda reforma que le confiere su aspecto actual. Entonces se suprimieron la cabecera y la fachada góticas.
La iglesia, orientada a poniente, presenta una planta rectangular, de seis tramos, de los cuales cuatro se corresponden con el templo del siglo XIV. Tiene una bóveda de lunetos y en los dos dos tramos orientales, construidos en el siglo XVIII, se levanta el coro alto. 
En el segundo tramo, en su muro septentrional, se abría una puerta protegida por arco rebajado. La capilla meridional del tercer cuerpo tiene un ventanal ajimezado y una puerta de arco apuntado de la que ha desaparecido la tracería. No quedan vestigios de la decoración escultórica del siglo XIV. 
Del XVIII es el retablo mayor con las tallas de San Francisco, Santa Clara y Santa Engracia en el primer tramo, San Miguel Arcángel. San Antonio Abad y San Pablo Ermitaño en el segundo. La mesa del altar y el ático se adornan con cruces antonianas sobre águilas imperiales. 
En el apartado decorativo también se observan de nuevo motivos antonianos (cruz, campanilla, báculo) decorando también los armarios de la sacristía, construidos al reformarse la iglesia. El dintel interior de la portería lleva un escudo de armas de Evreux-Navarra, flanqueado por otros dos más pequeños con la cruz de San Antón y la fecha 1718.